# Caroline Marbouty
Caroline Pétiniaud, dite Marbouty, née le 19 juillet 1803 à Paris et morte le 16 février 1890 à Paris, est une écrivaine française connue sous le pseudonyme de Claire Brunne (ou Claire Brune).

## Biographie

### Famille et mariage
Caroline Pétiniaud est la fille de Sophie Olive Joséphine de Lacoste,, issue d’une famille aisée de La Rochelle, et de François Pétiniaud, négociant et conseiller à la Cour Royale de Limoges en 1811.
Elle épouse en 1822, Marbouty, greffier en chef au tribunal de Limoges. Déçue par ce mariage qu'elle considère médiocre, elle se lance dans la littérature sous le pseudonyme de Claire Brunne.

### Liaison avec Honoré de Balzac
En 1833, elle cherche à rencontrer Balzac, d'abord sans succès. En 1836, Balzac l'invite à l'accompagner en Italie. Pour éviter des commérages qui déclencheraient la jalousie de Mme Hanska, il lui demande de se travestir en jeune homme, de se faire passer pour son page et l'appelle Marcel. La supercherie ne trompe cependant pas les moines de la Grande Chartreuse, qui lui refusent l'entrée du monastère. À leur arrivée à Turin, en juillet, Balzac descend à l'hôtel le plus chic de la ville où il lui réserve une chambre adjacente à la sienne et lui demande de l'accompagner dans les salons où il est invité. Elle est faussement prise pour George Sand et invitée à discuter de ses ouvrages. Devant le risque de scandale, le couple se remet bientôt en route pour Genève.

### Carrière littéraire
En 1842, elle publie Ange de Spola, un recueil trois nouvelles (Ange de Spola, Cora, Une coquette) précédé d’une préface résolument féministe.
En 1844, elle publie Une Fausse Position, qui est vu comme un roman à clef où Balzac est mis en scène, de façon assez négative, sous le nom d’Ulric, roman qui serait une réponse à La Muse du département. Ce roman, dont Michelet dit qu’il est très fort et pris sur le vif, donne le portrait de plusieurs personnalités de l’époque et témoigne des difficultés rencontrées par les femmes autrices, les femmes séparées de corps, la misère des ouvrières…

### Vieillesse et mort
À l’été 1858, elle croise Eugène Delacroix à la station thermale de Plombières-les-Bains, qui fait mention de la rencontre dans son journal.
Elle vit une vieillesse difficile, doit solliciter des subsides et termine sa vie, de façon dramatique, écrasée par un omnibus le 16 février 1890 à Paris. Elle est inhumée au cimetière du Père-Lachaise (16e division).

## Œuvres
Sous le pseudonyme de Claire Brunne :
- Ange de Spola. 1 : études de femmes, 1842
- Ange de Spola. 2 : études de femmes, 1842
- Dupuytren et Palissy, ou les Jolis contes vrais, 1842
- Une fausse position, 1844 (dans Gallica)
- Le Marquis de Précieux, ou les Trois époques, 1812-1820-1850, 1850
- L'Unité du pouvoir, concordat politique, brochure servant de préface à la pièce “le Mariage”, destinée au Théâtre-français..., 1859
- L'Organisation des intelligences, 1866
- Un artiste au XIXe siècle, L’Artiste, 1845, p. 165-169 (dans Google Books)
- avec Émile Souvestre : La Protectrice, p. 1-16 (dans Google Books)